# Julia Biel
Julia Biel (* 22. Februar 1976 in London) ist eine britische Jazzmusikerin (Gesang, Klavier, Gitarre), die Jazz, Pop und Soul kombiniert. Ihre Stimme ist im Timbre zwischen Billie Holiday und Tracey Thorn angesiedelt.

## Leben und Wirken
Biel, die in Sutton, Surrey, aufwuchs und früh klassischen Klavier- und Geigenunterricht erhielt, besuchte die Oxford University, wo sie Französisch und Deutsch studierte. Dort traf sie auch den Jazzmusiker Idris Rahman, der ihr die Welt des Jazz erschloss. Daneben interessierte sie sich für Neneh Cherry und Trip-Hop. Sie gründete eine erste Band.
Seit 2002 gehörte sie gemeinsam mit Idris Rahman, Robert Mitchell und dem Schlagzeuger Sebastian Rochford dem vom Saxofonisten Barak Schmool gegründeten F-IRE-Collective an, das eine Infrastruktur schaffen wollte, die es den experimentell eingestellten Mitgliedern erlauben sollte, von der Musik zu leben. So war Biel bald mit Rochford auf Alben von Polar Bear und mit Jonny Phillips, Rahman und Rochford auf Alben von Oriole zu hören. Daneben gehörte sie der Band Unity Collective an.
2005 entstand mit dem Gitarristen Jonny Phillips Biels erstes Solo-Album, Not Alone, das Akustikgitarren mit Jazz und Anklängen an Joan Armatrading vereinte. Biel ist weiterhin mit der Reggae-Band Soothsayers in Erscheinung getreten. Mit Ben Watt (von Everything but the Girl) hat sie zudem die EP Love in the Dead of Night und weitere Titel aufgenommen. Auf ihrem zweiten Solo-Album Love Letters and Other Missiles liegt die Musik trotz einer Easy-Listening-Instrumentierung von der Stimmung her nahe bei Massive Attack.

## Preise und Auszeichnungen
Biel wurde im Jahr 2000 als „Perrier Jazz Vocalist of the Year“ ausgezeichnet; auch war sie 2006 als Newcomer für die BBC Jazz Awards nominiert. 2015 erhielt sie eine Nominierung für den MOBO (Music of Black Origin) als bester Jazz-Act.

## Diskographische Hinweise
- 2005: Not Alone
- 2010: Stimming, Ben Watt & Julia Biel Bright Star
- 2015: Love Letters and Other Missiles[2]
- 2018: Julia Biel[3]
- 2020: Black and White

Unter anderem Namen
- 2000: Various Artists, The Perrier Award Winners [drei Titel]
- 2004: Polar Bear Dimlit
- 2004: Oriole Song for the Sleeping
- 2004: Unity Collective Love in the Dead of Night EP
- 2007: Polar Bear Polar Bear
- 2008: Ben Watt ft. Julia Biel Guinea Pig